# Basay (Filipines)
Basay és un municipi de la província de Negros Oriental, a la regió filipina de les Visayas Centrals. Segons les dades del cens de l'any 2007 té una població de 22.713 habitants distribuïts en una superfície de 162,00 km².

## Divisió administrativa
Basay està políticament subdividit en 10 barangays.
| - Actin - Bal-os - Bongalonan - Cabalayongan | - Cabatuanan - Linantayan - Maglinao | - Nagbo-alao - Olandao - Poblacion |